# جرج مراد
جرج مراد (عربی: جورج مراد؛ زادهٔ ۱۸ سپتامبر ۱۹۸۲) یک بازیکن فوتبال اهل سوئد است.

## باشگاهی
از باشگاه‌هایی که در آن بازی کرده‌است می‌توان به گوتبورگ، باشگاه فوتبال مس کرمان، باشگاه فوتبال برشا، و vastra frolunda اشاره کرد.

## تیم ملی
وی همچنین در تیم‌های ملی فوتبال سوئد سوریه بازی کرده است.